# Victory (cràter)
Victory és un petit cràter d'impacte de la Lluna, situat a la vall Taurus-Littrow. Els astronautes Eugene Cernan i Harrison Schmitt el van visitar el 1972, a la missió Apollo 17, formant part de l'EVA 2. Els astronautes es van aturar a la vora sud de Victory en el seu camí de tornada al Mòdul lunar des del cràter Shorty.

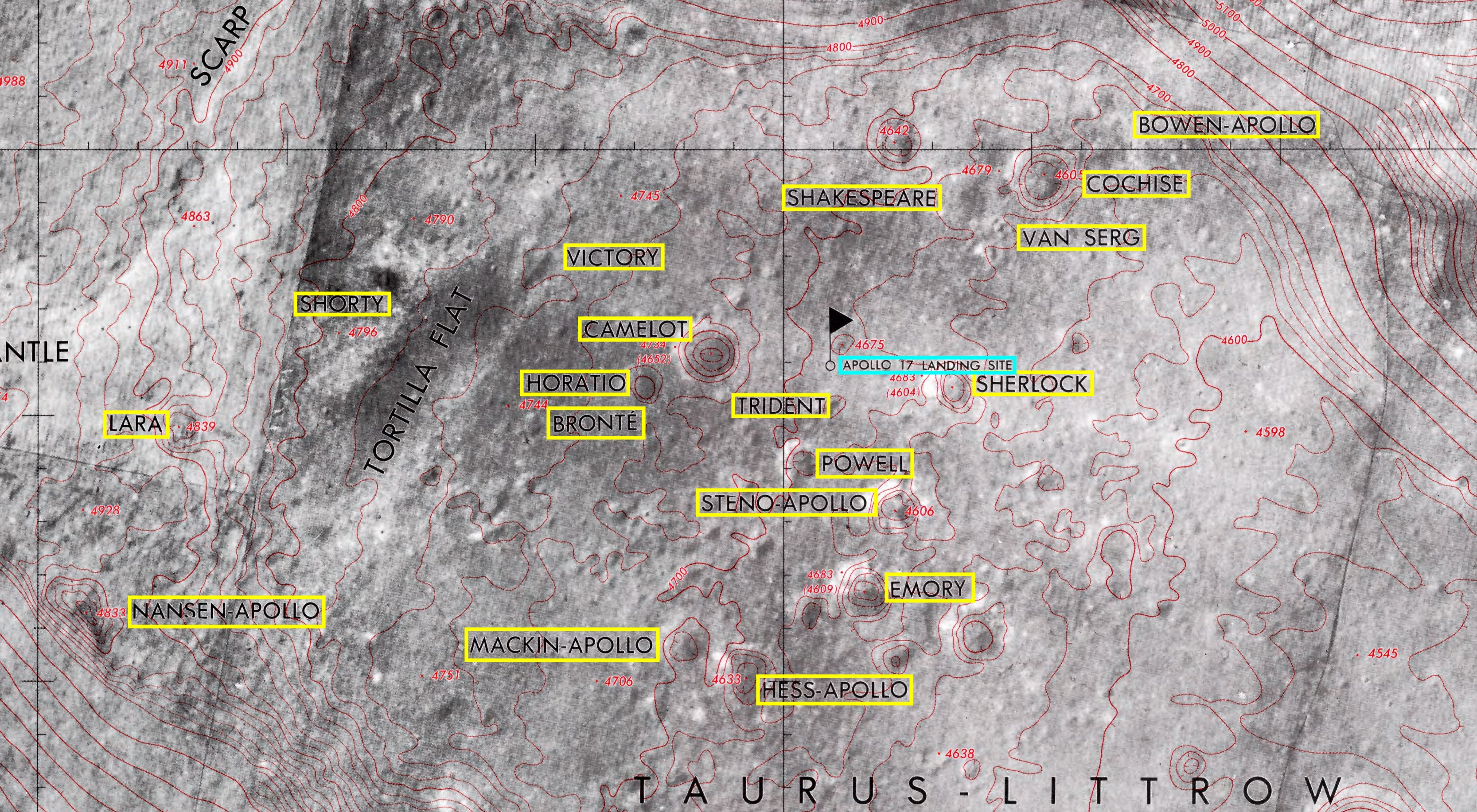
Localització de Victory, al centre dreta de la imatge (Lunar Topophotomap 43D1S1)
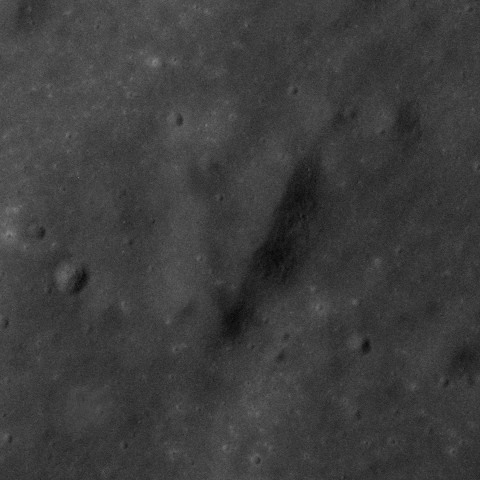
Imatge panoràmica des de l'Apollo 17

A l'oest de Victory es troba el cràter Shorty, i a l'est apareixen Camelot i Horatio, així com també el punt d'allunatge de l'Apollo 17. Cap al sud se situa Brontë.

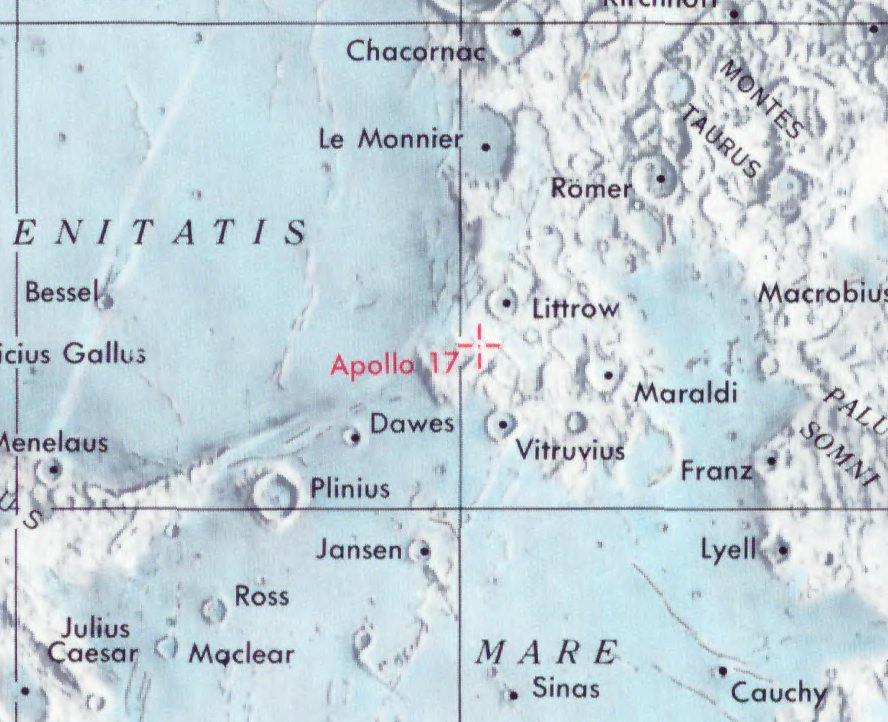
Localització del lloc d'allunatge de l'Apollo 17

## Denominació
El cràter va ser nomenat pels astronautes com a homenatge a Winston Churchill, qui va pronunciar el famós Discurs de la Victòria el 1940.
La denominació té el seu origen en els topònims utilitzats en el full a escala 1/50.000 del Lunar Topophotomap amb la referència 43D1S1 Apollo 17 Landing Area.

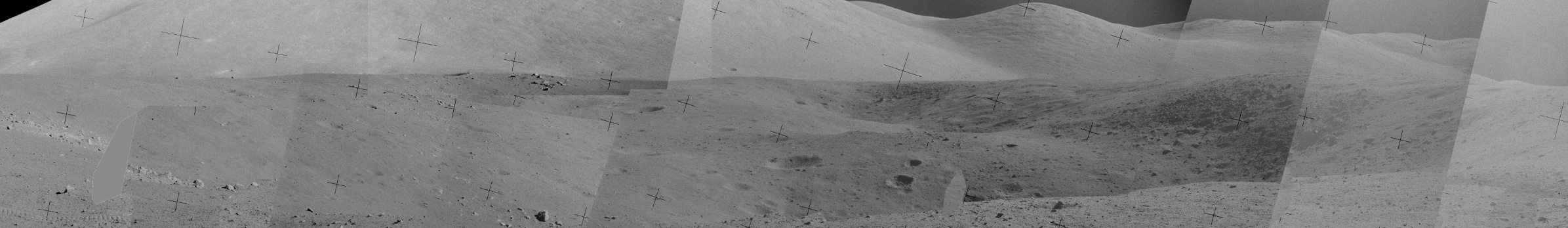
Victory en un mosaic d'imatges de l'Apollo 17 (el nord, mirant cap al centre)